# Jihae
Jihae Kim, plus connue sous le nom de Jihae, est une auteure-compositrice-interprète, actrice et artiste multimédia américaine née le 7 février 1989 à Séoul (Corée du Sud).

## Biographie

### Jeunesse
Jihae naît le 7 février 1989 à Séoul,, en Corée du Sud.
Elle est la fille d'un diplomate et vit durant sa jeunesse dans le monde entier, de son pays d'origine au Nigeria, à la Suède.
Elle obtient un baccalauréat en sciences politiques de l'université Emory (Atlanta, Géorgie).

### Carrière musicale
Elle commence sa carrière en tant que modèle pour Eileen Fisher (en).
En 2007, elle sort son premier album, My Heart Is an Elephant. Une vidéo pour l’album met en vedette le cinéaste Michel Gondry jouant des percussions à l’aide d’ustensiles de cuisine et le musicien Lenny Kravitz jouant de la guitare et de la basse.
En 2010, elle crée un opéra-rock, Fire Burning Rain, avec le dramaturge et réalisateur primé aux Oscars John Patrick Shanley, sur la base de son album concept du même nom.
Elle sort en 2015 l'album Illusion of You, coproduit par Jihae et Jean-Luc Sinclair avec le producteur exécutif Dave Stewart. L'album contient une chanson coécrite par Leonard Cohen.

## Prises de position
En 2012, elle participe au programme olympique Walk A Mile contre la haine.

## Discographie

### Albums studio
| Title                   | Release date     | Ref    |
| ----------------------- | ---------------- | ------ |
| My Heart Is an Elephant | 15 mars 2007     |        |
| Afterthought            | 12 juin 2008     |        |
| Elvis Is Still Alive    | 11 novembre 2008 | [ 10 ] |
| Fire Burning Rain       | 7 septembre 2010 |        |
| Illusion of You         | 21 juillet 2015  |        |

## Filmographie

### Films
| Année | Titre          | Rôle      | Ref  |
| ----- | -------------- | --------- | ---- |
| 2009  | 2B (en)        | chanteuse | IMDb |
| 2018  | Mortal Engines | Anna Fang | IMDb |

### Télévision
| Année     | Titre          | Rôle                    | Ref           |
| --------- | -------------- | ----------------------- | ------------- |
| 2016-2018 | Mars           | Joon Seung & Hana Seung | IMDb          |
| 2020      | Altered Carbon | Torch                   | IMDb, Syfy    |
| 2021      | Succession     | Berry Schneider         | IMDb, Variety |
| 2024      | Dune: Prophecy | Kasha Jinjo             | IMDb          |